# Ludwig Schmidt (Theologe)
Ludwig Schmidt (* 11. August 1940 in Heilbronn) ist ein deutscher evangelischer Theologe.

## Leben
Von 1959 bis 1964 studierte er evangelische Theologie an den Universitäten Heidelberg, Bonn und Göttingen und absolvierte das Vikariat in der Evangelischen Landeskirche in Baden. Von 1965 bis 1973 war er wissenschaftlicher Assistent an der Kirchlichen Hochschule Berlin, wo er 1969 promovierte und sich im Jahre 1973 habilitierte. Er war in Berlin von 1973 bis 1974 als Gemeindepfarrer und von 1974 bis 1980 als Dozent an der Kirchlichen Hochschule tätig. Von 1980 bis 2005 lehrte er als Inhaber des Lehrstuhls für Altes Testament (Geschichte und Literaturgeschichte) an der Theologischen Fakultät der Friedrich-Alexander-Universität Erlangen-Nürnberg.

## Schriften (Auswahl)
- Menschlicher Erfolg und Jahwes Initiative. Studien zu Tradition, Interpretation und Historie in Überlieferungen von Gideon, Saul und David (= Wissenschaftliche Monographien zum Alten und Neuen Testament. Band 38). Neukirchener Verlag, Neukirchen-Vluyn 1970, ISBN 3-7887-0010-6 (zugleich Dissertation, Kirchliche Hochschule Berlin 1969).
- „De Deo“. Studien zur Literarkritik und Theologie des Buches Jona, des Gesprächs zwischen Abraham und Jahwe in Gen 18, 22 ff. und von Hi 1 (= Zeitschrift für die alttestamentliche Wissenschaft. Beiheft 143). De Gruyter, Berlin 1976, ISBN 3-11-006618-1 (zugleich Habilitationsschrift, Kirchliche Hochschule Berlin 1973).
- Literarische Studien zur Josephsgeschichte (= Zeitschrift für die alttestamentliche Wissenschaft. Beiheft 167). De Gruyter, Berlin 1986, ISBN 3-11-010480-6.
- Studien zur Priesterschrift (= Beihefte zur Zeitschrift für die alttestamentliche Wissenschaft 214). Berlin/New York 1993. ISBN 3-11-013867-0.
- Gesammelte Aufsätze zum Pentateuch. Walter de Gruyter, Berlin 1998.